# Iranshahr
Īrānshahr (farsi ایرانشهر) è il capoluogo dello shahrestān di Iranshahr, circoscrizione Centrale, nella provincia del Sistan e Baluchistan in Iran. Aveva, nel 2006, una popolazione di 99 496 abitanti. 
Si trova al centro della provincia. Anticamente il suo nome era Fahraj.